# Distretto di Dėlgėrhaan (Tôv)
Il distretto di Dėlgėrhaan  è uno dei ventisette distretti (sum) in cui è suddivisa la provincia del Tôv, in Mongolia. Conta una popolazione di 2.016 abitanti (censimento 2007). 